# 1956年の政治
1956年の政治（1956ねんのせいじ）では、1956年（昭和31年）の政治分野に関する出来事について記述する。

## できごと

### 1月

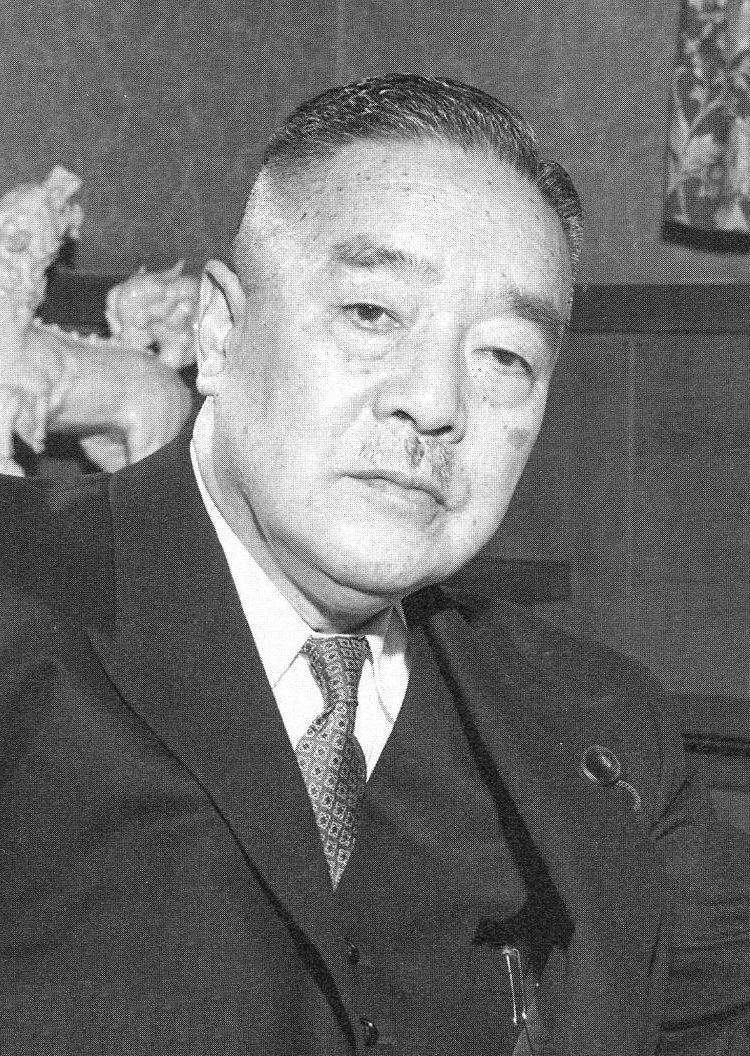
緒方竹虎死去。鳩山首相後の最有力候補であった緒方の急逝により自民党の党内情勢は激変する

- 1月1日 - スーダンがイギリスから独立。
- 1月9日 - 松本俊一日ソ交渉全権代表、ロンドン訪問。
- 1月17日 - 日ソ第二次ロンドン交渉（松本・マリク会談）。
- 1月27日 - ドイツ民主共和国(東ドイツ)がワルシャワ条約機構に加盟。
- 1月28日
  - 「万国著作権条約」公布。(C)マークを制定。
  - 緒方竹虎が急死。

### 2月
- 2月1日 - 日本で「自動車損害賠償保障法」（自賠責法）施行。自賠責保険の強制加入を実施。
- 2月25日 - ニキータ・フルシチョフによるスターリン批判。

### 3月
- 3月2日 - モロッコがフランスから独立。
- 3月19日 - 政府、小選挙区法案(ハトマンダー)を提出。
- 3月20日
  - チュニジアがフランスから独立。
  - ロンドンにおける日ソ交渉、北方領土問題で暗礁に。
- 3月21日 - ソ連政府、サケ・マス保護を理由に漁業制限を発表。
- 3月23日 - パキスタンが最初のムスリムによる共和国（イスラム共和国）となる。

### 4月
- 4月5日 - 自民党大会で鳩山一郎が初代総裁に選出される（投票総数489票、鳩山394票を獲得。旧吉田茂派を中心に白票95票）。
- 4月6日
  - 原子力委員会、茨城県東海村を原子力発電研究所建設地として選定。
  - スペインが、セウタ・メリリャ・イフニ・タルファヤを除くモロッコにある保護領を放棄。
- 4月9日 - マリクソ連駐英大使、西晴彦駐英大使に漁業問題交渉について打診。
- 4月10日 - 日本政府、日ソ漁業交渉についてモスクワへの政府代表団（団長、河野一郎農林大臣）派遣をソ連政府に通告。
- 4月12日 - 学習指導要領改定、教科書無償供与制度公布。
- 4月19日 - 新教育委員会法案（教育委員を公選制から、任命制を柱とする）審議で衆議院本会議大混乱（夜中まで審議が続いたため「暁の国会」と呼ばれる）。
- 4月29日 - 第一回日ソ漁業交渉。

### 5月
- 5月1日 - 日本で水俣病第一号患者公式確認。
- 5月9日 - 河野一郎農相と、ニコライ・ブルガーニンソ連首相の会談がクレムリン宮殿で行われる（河野はブルガーニンの前で紅茶をひっくり返した）。
- 5月15日 - 日ソ漁業協定調印。
- 5月24日 - 売春防止法公布。昭和33年4月1日から施行。
- 5月26日 - 河野農相ら政府代表団が帰国。

### 6月
- 6月2日 - 新教育委員会法案審議で参議院本会議大混乱。警官500名を院内出動させ強行可決。
- 6月28日 - ポーランドでポズナン暴動起こる。
- 6月29日 - アメリカ合衆国で連邦補助高速道路法が施行される。
- 6月30日 - 新市町村建設促進法施行。

### 7月
- 7月4日 - 三木武吉死去。
- 7月8日 - 第4回参議院議員選挙投票。

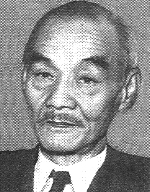
自民党結成による保守合同の立役者、三木武吉死去。盟友の死に鳩山一郎は退陣を考えることになる

  - 自民党61議席、社会党49議席、緑風会5議席。
- 7月17日 - 経済白書発表。「もはや『戦後』ではない」との文面が流行語になる。
- 7月26日
  - エジプト、スエズ運河国有化宣言。
  - 重光葵外相を全権とする日ソ交渉団モスクワへ出発。
- 7月29日 - 重光外相、モスクワに到着。
- 7月30日 - 重光外相、ソ連外務省でシェピーロフソ連外相と会談。
- 7月31日 - モスクワで日ソ交渉再開。

### 8月
- 8月1日 - 第一回日ソ交渉。
- 8月3日 - 第二回日ソ交渉。
- 8月6日 - 第三回日ソ交渉。
- 8月7日 - 重光外相、ソ連外務省にシェピーロフ外相を訪問。
- 8月9日 - 重光・シェピーロフ会談。
- 8月10日
  - 重光外相、クレムリンでブルガーニン首相、フルシチョフソ連共産党第一書記と会談。
  - 鳩山首相、軽井沢に岸信介、石井光次郎、石橋湛山、大野伴睦を招き「適当な時期に」退陣する意向を明らかにする。
- 8月11日 - 重光外相、ソ連外務省にシェピーロフ外相を訪問。
- 8月12日夜から8月13日夕方にかけて、政府与党首脳会議、臨時閣議開催。重光全権に対して日ソ交渉の中断と第一回スエズ運河国際会議へ出席することを訓令。
- 8月15日 - 重光外相、モスクワを離れ、ロンドンに出発。
- 8月16日 - 第一次スエズ運河国際会議開催。
- 8月19日 - 鳩山首相、モスクワ訪問を決意。
  - この頃、鳩山首相を中心とする主流派と旧吉田派を中心とする反主流派が鳩山首相の訪ソをめぐり対立を開始する。

### 9月
- 9月1日 - 日本の横浜市、名古屋市、京都市、大阪市、神戸市の5市が初の政令指定都市となる。大阪府和泉市と奈良県桜井市が同時に発足。
- 9月5日 - 東京音羽の鳩山邸で開かれた自民党七役会議で鳩山首相のソ連訪問を了承。
- 9月7日 - 鳩山首相の訪ソ、閣議で了承。
- 9月8日 - 河野農相、高碕達之助経済企画庁長官、在日ソ連漁業代表部のチフビンスキー首席と会談。
- 9月10日
  - 鳩山首相からブルガーニンソ連首相宛ての親書送付を閣議決定。
  - 米政府、アリソン駐日アメリカ合衆国大使を通じて、重光外相に対してヤルタ協定の無効、北方領土は日本固有の領土であるとの覚書を渡す。
- 9月14日 - 自民党外交調査会・政務調査会合同会議、領土の継続交渉などを内容とする日ソ交渉に関する新基本方針を確認、了承。
- 9月15日 - チフビンスキー、ブルガーニン首相の返書を鳩山首相に伝達。ブルガーニンの親書には領土問題への言及は無かったため、再び旧吉田派は鳩山首相訪ソに反対。
- 9月17日 - 政府与党首脳会議で松本俊一全権のモスクワ派遣と領土交渉について確認することを決定。
- 9月25日 - 松本全権、訪ソ。
- 9月28日 - 松本全権に対しソ連外務省、鳩山首相訪ソを歓迎と領土問題を含む平和条約締結に関する交渉は、国交正常化後も継続を回答。

### 10月

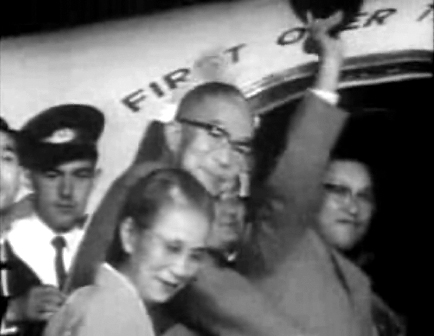
モスクワへ出発する鳩山首相夫妻

- 10月7日 - 鳩山一郎首相ら日ソ交渉全権団、モスクワへ出発。
- 10月12日 - 鳩山首相、モスクワ到着。
- 10月13日 - 鳩山、河野、松本がクレムリンを表敬訪問。フルシチョフ、ブルガーニン、アナスタス・ミコヤン、アンドレイ・グロムイコらと会談。
- 10月15日 - 日ソ交渉全体会議。第一回交渉の後の午餐会で河野農相がフルシチョフに対して非公式会談を要求。
- 10月16日 - 第一回河野・フルシチョフ会談。
  - 河野は歯舞、色丹の即時返還、南千島の継続交渉を主張。フルシチョフは、今交渉における領土問題は対象外、南千島のソ連領有化による審議の対象外を主張。
- 10月17日 - 第二回河野・フルシチョフ会談。
  - 河野は歯舞、色丹は平和条約発効時に返還、南千島の継続交渉を提案。フルシチョフは平和条約発効並びにアメリカの沖縄返還時に歯舞、色丹の返還を提案し、南千島の継続交渉は拒否。
  - 鳩山・河野・ブルガーニン・ミコヤンの四者会談で、ソ連側の共同宣言案から原水爆実験禁止事項の削除と行方不明日本人調査事項の追加、日本の国際連合加盟を保証などについて合意。
- 10月18日 - 第三回河野・フルシチョフ会談。
  - ソ連は平和条約発効時に歯舞群島、色丹島を日本に引き渡すことに合意。南千島（択捉島、国後島）については両国間の正常な外交関係が回復された後、平和条約締結交渉を継続するという形式で合意。
- 10月19日
  - 日ソ交渉妥結。日ソ共同宣言。
  - フルシチョフ、ミコヤン、ラーザリ・カガノーヴィチ、ポーランド統一労働者党の党内紛争鎮静化のため、ポーランド訪問。
- 10月23日 - ハンガリー動乱が勃発する。
- 10月24日 - ハンガリー首相にナジ・イムレ前首相が復帰。
- 10月29日 - イスラエル軍、シナイ半島を攻略開始。スエズ動乱（第二次中東戦争）。
- 10月30日 - 英仏連合軍、地中海艦隊展開。
- 10月31日 - ハンガリー勤労者党がハンガリー社会主義労働者党に改称。

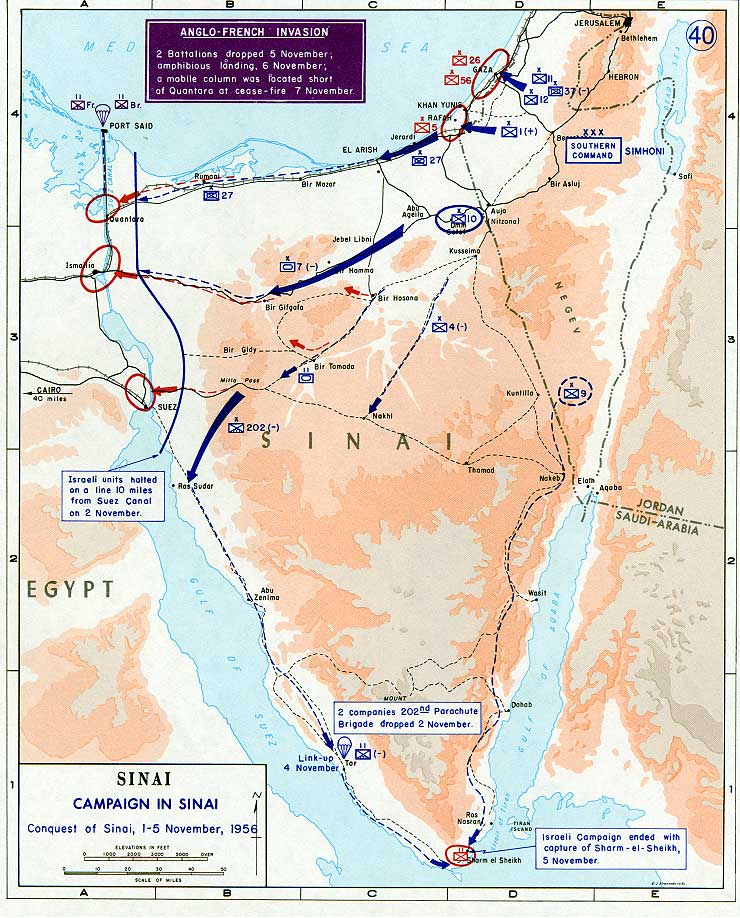
第二次中東戦争。青い矢印はイスラエル軍の進路（1956年11月1日〜5日）

### 11月
- 11月1日
  - ソ連、ハンガリーに武力介入。
  - カーダール・ヤーノシュハンガリー社会主義労働者党第一書記（国務相）、ソ連に誘拐。
  - 鳩山首相、帰国。
- 11月3日 - 鳩山首相、引退を表明。
- 11月4日 - ソ連、カーダールを議長とする臨時労農革命政府を樹立。
- 11月5日 - 英仏連合軍、地中海艦隊シナイ半島を攻略開始。
- 11月12日 - 第25臨時国会召集（12月13日閉会）。

### 12月
- 12月2日 - カストロらがキューバに上陸しゲリラ作戦を開始。
- 12月6日 - 総評、国会前でスト規制法存続反対要求貫徹国民大会を開催。
- 12月14日 - 自民党大会。初の総裁公選が行われる。
  - 第1回投票結果、岸信介223票、石橋湛山151票、石井光次郎137票。決選投票で石橋、石井陣営は2、3位連合を組み、石橋258票、岸251票。石橋湛山が第2代自民党総裁に選出される。
- 12月18日 - 日本の国際連合加盟が国連総会で承認される。
- 12月20日 - 日本にて第26国会召集（1957年5月19日閉会）。
- 12月23日 - 石橋内閣成立。自民党党内抗争のため、石橋首相のみ認証。石橋首相が全閣僚を兼任。